# Hannes Strydom
Pour les articles homonymes, voir Strydom.
Pas d'image ? Cliquez ici

a Compétitions nationales et continentales officielles uniquement.

b Matchs officiels uniquement.
Johannes Jacobus Strydom, plus connu comme Hannes Strydom, né le 13 juillet 1965 à Welkom (Afrique du Sud) et mort le 19 novembre 2023, est un ancien joueur sud-africain de rugby à XV. Il évolue au poste de seconde ligne (1,98 m - 114 kg). 
Il gagne la Coupe du monde de rugby 1995 avec l'Afrique du Sud. Il est depuis devenu pharmacien à Pretoria.
Hannes Strydom est décédé dans un accident de la route près d'EMalahleni, une ville dans la province de Mpumalanga, le 19 novembre 2023, à l'âge de 58 ans.

## Carrière

### En province
Hannes Strydom a joué avec la province du Transvaal (qui s'est successivement appelée Gauteng Lions, Golden Lions et Lions) en Currie Cup pendant toute sa carrière qui s'est achevée en 2000. Il a remporté la Currie Cup en 1999.
Il a représenté la franchise des Cats dans le  Super 12.

### Avec les Springboks
Strydom effectue son premier test match avec les Springboks le 3 juillet 1993, à l’occasion d’un match contre l'équipe de France (défaite 18-17). Il est par la suite retenu dans l'équipe d'Afrique du Sud sélectionnée pour disputer la Coupe du monde de rugby 1995. Il dispute quatre matchs lors du tournoi, dont la demi-finale contre l'équipe de France et la finale contre la Nouvelle-Zélande. Lors de ces deux matchs, il est associé à Kobus Wiese et il remporte la compétition.
Surtout associé à Mark Andrews par la suite, il dispute son dernier match avec les Springboks le 23 août 1997, contre l'Australie

## Palmarès

### En club
- Vainqueur de la Currie Cup 1999 avec les Golden Lions

### Avec les Springboks
- 21 sélections
- 1 essai (5 points)
- Sélections par saison : 6 en 1993, 1 en 1994, 4 en 1995, 5 en 1996, 5 en 1997.
- Vainqueur de la Coupe du monde : 4 sélections (Wallabies, Canada, France, All Blacks).